# دلاة جليدية
الدَلاة الجليديّة أو قنديل الجليد هو نتوء من الجليد يتشكل عندما يتجمد الماء المتساقط من جسم ما.